# (65714) 1992 VR
1992 في أر (ويعرف أيضًا باسم (65714) 1992 في أر وفق تسمية الكوكب الصغير) (بالإنجليزية: 1992 VR)‏ هو كويكب ضمن حزام الكويكبات؛ وترتيبه 65714 من حيث الاكتشاف.
اكتُشف هذا الجُرم الفلكي بواسطة سيجي أويدا في 2 نوفمبر 1992.

## وصلات خارجية
- (65714) 1992 VR في قاعدة بيانات مختبر الدفع النفاث لأجرام النظام الشمسي الصغيرة

- الاكتشاف · مخطط المدار ·  العناصر المدارية · المعلمات المادية

- (65714) 1992 VR على موقع ويكي سكاي: DSS2, SDSS, GALEX, IRAS, Hydrogen α, X-Ray, Astrophoto, Sky Map, Articles and images